# Chiquinho Conde
Francisco Queriol Conde Júnior (Beira, 22 de novembro de 1965), também conhecido por Chiquinho Conde, é um ex-futebolista e treinador de futebol moçambicano que atuava como atacante. Atualmente comanda a Seleção Moçambicana.

## Carreira
Começou a carreira no Maxaquene (mesmo clube onde foi revelado Eusébio), onde atuou entre 1986 e 1987. Foi em Portugal que Chiquinho Conde atuaria por mais tempo, defendendo Belenenses (atuou entre 1987 e 1991 e em 1996
), Braga, Vitória de Setúbal (onde é considerado um dos principais ídolos do clube), Alverca, Portimonense, Imortal e Montijo, se aposentando em 2004.
Teve também uma curta passagem pela então nascente Major League Soccer, vestindo as camisas de New England Revolution e Tampa Bay Mutiny, além de ter defendido o Créteil (França).

## Seleção
Pela Seleção Moçambicana, Conde disputou 43 partidas entre 1986 e 2001, com 12 golos marcados, e disputou 3 edições da Copa das Nações Africanas (1986, 1996 e 1998), porém os Mambas caíram na primeira fase em todas.
É considerado um dos melhores jogadores da história do futebol moçambicano pós-independência, ao lado de Tico-Tico e Dário Monteiro.

## Carreira de treinador
Em 2005, Conde estreou como treinador no Maxaquene, onde havia iniciado a carreira de jogador 20 anos antes. Excluindo uma passagem como técnico da equipa sub-23 do Vitória de Setúbal, comandou apenas equipas de seu país (Liga Desportiva, Ferroviário de Maputo, Vilankulo e União do Songo).
Em outubro de 2021, foi anunciado como novo técnico da Seleção Moçambicana, substituindo Horácio Gonçalves.

## Títulos

### Como jogador
Maxaquene
- Campeonato Moçambicano: 1985, 1986
- Taça de Moçambique: 1986

Belenenses
- Troféu T.A.P.: 1987–88
- Taça de Portugal: 1988–89

Sporting
- Taça de Portugal: 1994–95
- Supertaça Cândido de Oliveira: 1995

### Como treinador
Ferroviário de Maputo
- Campeonato Moçambicano: 2009
- Taça de Moçambique: 2009

União do Songo
- Campeonato Moçambicano: 2017